# Dhahrania
Dhahrania är ett släkte av fjärilar. Dhahrania ingår i familjen fransmalar.
Kladogram enligt Catalogue of Life:
| Dhahrania | \| \| Dhahrania fasciella \| \| \| \| \| \| Dhahrania gambiella \| \| \| \| \| \| Dhahrania litorella \| \| \| \| |
|           | \| \| Dhahrania fasciella \| \| \| \| \| \| Dhahrania gambiella \| \| \| \| \| \| Dhahrania litorella \| \| \| \| |
|           | Dhahrania fasciella                                                                                               |
|           | |
|           | Dhahrania gambiella                                                                                               |
|           | |
|           | Dhahrania litorella                                                                                               |
|           | |